# Sliepkovce
Sliepkovce est un village de Slovaquie situé dans la région de Košice.

## Histoire
Première mention écrite du village en 1345.

## Démographie

### Évolution de la population
| Année:               | 1994. | 2004.   | 2014.   | 2024.   |
| -------------------- | ----- | ------- | ------- | ------- |
| Nombre de personnes: | 710   | 704     | 753     | 771     |
| Différence:          |       | -0,84 % | +6,96 % | +2,39 % |

| Année:               | 2023. | 2024.   |
| -------------------- | ----- | ------- |
| Nombre de personnes: | 777   | 771     |
| Différence:          |       | -0,77 % |

## Politique
| Nom          | Parti politique | Date de l'élection | Fin du mandat |
| ------------ | --------------- | ------------------ | ------------- |
| Ján Cifruľák | ĽS-HZDS         | 02.12.2006         | Déc. 2010     |